# I Am Because We Are
Pour plus de détails, voir Fiche technique et Distribution.
I Am Because We Are est un documentaire américain, sorti le 25 mars 2009, réalisé par Nathan Rissman, écrit, produit et narré par Madonna.
Le film a été présenté au 7e Festival du film de TriBeCa de New York, le 24 avril 2008 et  au 61e Festival de Cannes, le 21 mai 2008, où Madonna est venu le présenter en personne. 

## Fiche technique
- Réalisation : Nathan Rissman
- Production : Angela Becker
- Scénario et production déléguée: Madonna
- Photographie : Kevin Brown, Grant James, Nathan Rissman, Marc Shap et John Martin White
- Montage : Danny Tull
- Distribution France : La Fabrique de Films
- Sortie France : 25 mars 2009
- Langue : Anglais

## Autour du film
- Nathan Rissman est né et a grandi à Seattle avant de déménager à Londres, où il a travaillé pour Madonna, en tant qu'assistant, directeur artistique, archiviste vidéo et même jardinier.
- Michael Moore a déclaré au sujet du film : « I Am Because We Are est un long métrage personnel et puissant. Je n'ai pas pu quitter ces images des yeux. Elles m'ont poussé à reconnaître que le destin de chaque enfant au Malawi est lié au mien. Comment ? Regardez ce film et je suis sûr que vous ne regarderez plus l'Afrique de la même façon. »

## Festivals
- Festival du film de TriBeCa 2008
- Festival de Cannes 2008
- Festival Cinéma Vérité 2008
- Festival du film d'environnement 2008
- Festival du film de Sarlat 2008